# Navuloa River
Navuloa River är en flodgren i Fiji.   Den ligger i divisionen Centrala divisionen, i den östra delen av landet, 25 km nordost om huvudstaden Suva. Navuloa River ligger på ön Viti Levu.